# Dufourea crassipes
Dufourea crassipes là một loài Hymenoptera trong họ Halictidae. Loài này được Cockerell mô tả khoa học năm 1924.